# Шляхівська сільська рада (Бериславський район)
Шляхівська сільська́ ра́да — адміністративно-територіальна одиниця та орган місцевого самоврядування в Бериславському районі Херсонської області. Адміністративний центр — село Шляхове.

## Загальні відомості
- Населення ради: 1 033 особи (станом на 2001 рік)

## Населені пункти
Сільській раді підпорядковані населені пункти:
- с. Шляхове

## Склад ради
Рада складається з 16 депутатів та голови.
- Голова ради: Доля Віктор Георгійович
- Секретар ради: Бабіч Ольга Василівна

### Керівний склад попередніх скликань
| Прізвище, ім'я, по батькові | Основні відомості                                                                       | Дата обрання | Дата звільнення |
| --------------------------- | --------------------------------------------------------------------------------------- | ------------ | --------------- |
| Доля Віктор Георгійович     | Сільський голова, 1961 року народження, освіта середня спеціальна, член Народної партії | 26.03.2006   | 31.10.2010      |
| Доля Віктор Георгійович     | Сільський голова, 1961 року народження, освіта середня спеціальна, член Партії регіонів | 31.10.2010   |                 |

Примітка: таблиця складена за даними сайту Верховної Ради України

### Депутати
За результатами місцевих виборів 2010 року депутатами ради стали:

#### За суб'єктами висування
| Суб'єкт висування | Кількість обраних депутатів | %    |
| ----------------- | --------------------------- | ---- |
| Партія регіонів   | 14                          | 87,5 |
| Самовисування     | 2                           | 12,5 |

#### За округами
| № округу        | Прізвище, ім'я, по батькові    | Дата визнання обраним | Освіта  | Партійна приналежність | Відомості про обраного депутата                        |
| --------------- | ------------------------------ | --------------------- | ------- | ---------------------- | ------------------------------------------------------ |
| Партія регіонів |                                |                       |         |                        |                                                        |
| 1               | Замула Надія Семенівна         | 08.11.2010            | середня | член Партії регіонів   | пенсіонер                                              |
| 2               | Садовський Василь Анатолійович | 08.11.2010            | вища    | член Партії регіонів   | СЖКП «Орфей», директор                                 |
| 3               | Никифорчук Михайло Миколайович | 08.11.2010            | середня | член Партії регіонів   | пенсіонер                                              |
| 4               | Тринько Сергій Вікторович      | 08.11.2010            | вища    | член Партії регіонів   | ДП «Херсонагроліс», інженер                            |
| 5               | Проценко Світлана Василівна    | 08.11.2010            | середня | член Партії регіонів   | приватний підприємець                                  |
| 6               | Бабіч Ольга Василівна          | 08.11.2010            | вища    | член Партії регіонів   | Шляхівська сільська рада, спеціаліст ІІ категорії      |
| 7               | Горохов Юрій Олексійович       | 08.11.2010            | середня | член Партії регіонів   | пенсіонер                                              |
| 8               | Чуприна Тетяна Федорівна       | 08.11.2010            | середня | член Партії регіонів   | Шляхівська сільська рада, секретар                     |
| 9               | Дарієнко Юрій Миколайович      | 08.11.2010            | середня | член Партії регіонів   | тимчасово не працює                                    |
| 11              | Столяр Оксана Леонідівна       | 08.11.2010            | вища    | член Партії регіонів   | Шляхівський дошкільний навчавчальний заклад, завідувач |
| 12              | Покутня Людмила Петрівна       | 08.11.2010            | вища    | член Партії регіонів   | Шляхівська загальноосвітня школа, директор             |
| 13              | Шевченко Юрій Михайлович       | 08.11.2010            | вища    | член Партії регіонів   | пенсіонер                                              |
| 15              | Гребеневич Олена Анатоліївна   | 08.11.2010            | вища    | член Партії регіонів   | Шляхівська загальноосвітня школа, заступник директора  |
| 16              | Кучмак Інна Миколаївна         | 08.11.2010            | середня | член Партії регіонів   | Шляхівська загальноосвітня школа, вчитель              |
| Самовисування   |                                |                       |         |                        |                                                        |
| 10              | Валовий Василь Миколайович     | 03.01.2011            | середня | позапартійний          | тимчасово не працює                                    |
| 14              | Сербін Любов Кір'янівна        | 03.01.2011            | середня | позапартійна           | ПП «Славутич Плюс», завідувачка зернотоку              |